# Julio Gómez Cañete «Relampaguito»

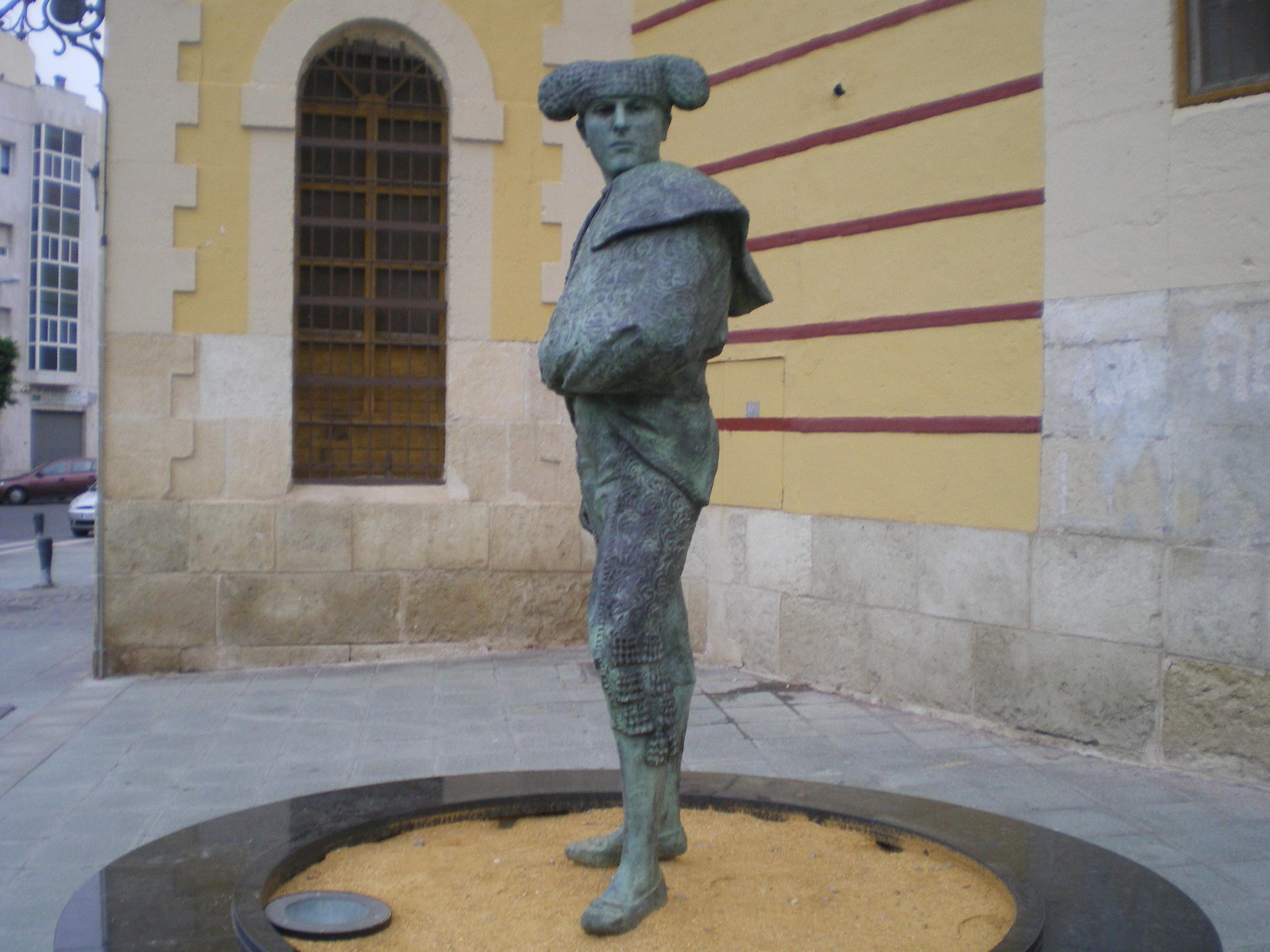
Escultura de Relampaguito, obra de Ioan Septimiu Jugrestan (inaugurada 24 de agosto de 2008).

Julio Gómez Cañete «Relampaguito» (Almería, 24 de noviembre de 1884 – ibídem, 28 de octubre de 1947) fue un Torero español.

## Biografía
Empezó a torear a los 14 años, presentándose en la plaza de Almería en 1899 con la Cuadrilla de Niños Almerienses. 
Actuó como matador por primera vez en la plaza de toros de Béjar (Salamanca), en 1900. Su presentación en Madrid en la plaza de toros de la Puerta de Alcalá  tuvo lugar cuatro años después, el 4 de julio, compartiendo cartel con Ángel Carmona «Camisero» y Manuel Mejías «Manolo Bienvenida». Los novillos fueron de Veragua. Cosechó gran éxito y repitió en la plaza durante algún tiempo.
Tomó la alternativa el 24 de agosto de 1907, en Almería. Su padrino fue Ricardo Torres Reina «Bombita», y como testigo tuvo a Rafael González «Machaquito». El toro de la ceremonia se llamaba: «Algarrobito» del marqués del Saltillo (dos orejas y dos orejas). Se convirtió en tradición desde aquel momento el llevar a Relampaguito a hombros a su casa, cercana al ruedo.
Por fin, se confirmó el 24 de octubre de 1908, actuando como padrino el mismo Bombita, y como testigo Rafael Gómez "El Gallo". El toro de la ceremonia se llamaba: «Gazapito», de Luis da Gama. Repitió éxito y enlazó diez corridas en la capital.
José Padilla le dedica poco después el célebre pasodoble Relampaguito.
Durante la mayoría de los años de alternativa tan sólo toreó en la Feria de agosto de Almería. Se retiró definitivamente el 22 de septiembre de 1930 en su ciudad natal.
En Almería fundó un club taurino que organizaba corridas benéficas para los hospitales de la ciudad. Sus dos únicas reapariciones tras su retirada tuvieron lugar en corridas de este tipo.
Toreaba muy bien de capote y muleta, con adornos y alegría. El estoque era su fuerte. Nadie se explica por qué un torero de sus cualidades no ocupó un lugar más destacado (quizás fuera porque carecía de ambición y aspiraciones). Era valiente y activo.

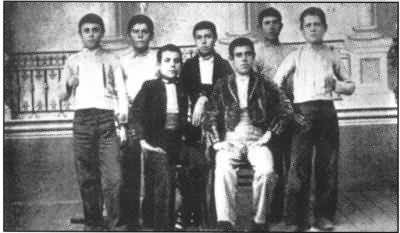
Cuadrilla de Niños Almerienses.

## Cuadrilla de Niños Almerienses
La cuadrilla infantil almeriense estuvo formada por los siguientes toreros. Sentados: Amador López (Borinqueño) y Francisco Moreno (España). De pie: Julio Gómez (Relampaguito), Nicolás Visiedo (Tiroliri), Juan Beltrán (Fosforito), Jerónimo García (Chicharito) y Manuel Alarcón (Cofre).